# أوغوستا أندرسون
أوغوستا أندرسون هي ممثلة سويدية، ولدت في 7 نوفمبر 1875، وتوفيت في 18 ديسمبر 1951 في سانتا مونيكا في الولايات المتحدة.

## وصلات خارجية
- أوغوستا أندرسون على موقع IMDb (الإنجليزية)
- أوغوستا أندرسون على موقع قاعدة بيانات الفيلم (الإنجليزية)